# Emil Adolf von Behring
Emil Adolf von Behring (født 15. marts 1854, død 31 marts 1917) var en tysk læge og bakteriolog. Han arbejdede som professor ved universitetet i Marburg og opdagede hvordan kroppen opbygger modgifte imod bakterietoksiner. Hans opdagelser blev grundlaget for immunologien og de i dag så vigtige behandlinger med vaccine og serum. Han blev i 1901 som den første person tildelt Nobelprisen i medicin.